# 鞍山駅
鞍山駅（あんざんえき）は中華人民共和国遼寧省鞍山市鉄東区鋼城街道にある中国鉄路総公司（CR）瀋大線の駅である。

## 歴史
鞍山駅は、1918年の創建で、当時は南満洲鉄道鞍山駅と称した。
1950年2月、長春鉄路は中華人民共和国とソビエト連邦が共同で管理し、1952年12月までソビエト連邦交通管理権を返還し、鞍山駅は瀋陽鉄路支局が管轄している。